# キャシアン・アンドー (テレビドラマ)
『キャシアン・アンドー』（原題:Andor）は、Disney+が配信するアメリカ合衆国の、『スター・ウォーズ』フランチャイズのSFテレビドラマシリーズである。 ディエゴ・ルナが主演を務め、ルーカスフィルムが製作して2022年より配信されている。

## 概要
『ローグ・ワン』と『新たなる希望』の5年前、後に戦士として銀河帝国に対抗する反乱同盟軍に加わるキャシアン・アンドーを描く。
シーズン1は2022年9月から配信された。シーズン1は批評家から絶賛され、 NPRのマンダリット・デル・バルコは「スター・ウォーズの歴史の中で最も複雑で成熟した物語」と総括したほか、数々の賞賛を浴びた。同作は、優秀ドラマシリーズを含む3つのプライムタイム・エミー賞をはじめ多くの賞にノミネートされた。また、レビュー集約サイトRotten Tomatoesは、609件の批評家のレビューに基づき、96%の支持率と平均8.55/10の評価を報告した。同サイトの批評家の総評は、「帝国の統治の地上視点から語られる骨太の冒険活劇である本作は、スターウォーズの神話の中で非常に成熟し、政治的な作品であり、これまでで最高の作品の1つである」となっている。
最終シーズンとなるシーズン2は2025年4月23日配信が開始し、5月13日まで毎週3話・計12話が公開された。シーズン2も批評家から高い評価を得ており、エミー賞に14のノミネートを受けた。

## キャスト

### メイン
- キャシアン・アンドー
  - 演 : ディエゴ・ルナ、吹替 - 加瀬康之
  - のちに反乱軍に加わることになる、ケナーリ出身の盗賊で廃品回収者。
- シリル・カーン
  - 演 : カイル・ソーラー、吹替 - 小林親弘
  - モーラーナ1のプリオックス=モーラーナ企業区域の保安部隊司令官代理。
- ビックス・カリーン
  - 演 : アドリア・アルホナ、吹替 - 米田えん
  - フェリックスの修理屋で闇市場の取引業者。キャシアンの親友。
- マーヴァ・アンドー
  - 演 : フィオナ・ショウ、吹替 - 一柳みる
  - フェリックスに住むキャシアンの養母。
- ルーセン・レイエル
  - 演 : ステラン・スカルスガルド、吹替 - 菅生隆之
  - ビックスの故品取引相手で反乱軍の一員。
- デドラ・ミーロ
  - 演 : デニース・ゴフ（英語版）、吹替 - 浅野まゆみ
  - 帝国保安局の監査官。中尉。
- モン・モスマ
  - 演 : ジェネヴィーヴ・オーライリー（英語版）、吹替 - さとうあい
  - 帝国に対する反乱を企む、シャンドリラ選出の元老院議員。
- ヴェル
  - 演 : フェイ・マーセイ（英語版）、吹替 - ニケライ・ファラナーゼ
  - アルダーニの反乱グループの指導者。モン・モスマの従妹。
- シンタ・カース
  - 演 : ヴァラダ・セィスー（英語版）、吹替 - 千種春樹
  - 反乱グループの一人。
- クレヤ
  - 演 : エリザベス・デュラウ、吹替 - 佐古真弓
  - 惑星コルサントのルーセンの骨董店の店員でルーセンの反乱活動のアシスタント。

### リカーリング
- ブラッソ
  - 演 : ジョプリン・シブテン（英語版）、吹替 - 広田みのる
  - キャシアンの親友。
- ティム
  - 演 : ジェームズ・マクアードル、吹替 - 野口雄介
  - ビックスの同僚でボーイフレンド。
- クレム・アンドー
  - 演 : ゲーリー・ビードル（英語版）、吹替 - 小山剛志
  - マーヴァの夫。
- ペリン
  - 演 : アラステア・マッケンジー（英語版）、吹替 - ボルケーノ太田
  - モン・モスマの夫。
- パータガス少佐
  - 演 : アントン・レッサー、吹替 - 高岡瓶々
  - 帝国保安局長。
- ネミック
  - 演 : アレックス・ローサー（英語版）、吹替 - 朝比奈拓見
  - 反乱グループの一人。
- ゴーン中尉
  - 演 : スーレ・リミ、吹替 - 坂詰貴之
  - 帝国の要塞内にいる反乱グループの協力者。
- スキーン
  - 演 : エボン・モス＝バクラック（英語版）、吹替 - 小原雅人
  - キャシアンを疑う反乱グループの一人。
- タラミン
  - 演 : ガーシュウィン・ユスターシュ ・Jr、吹替 - 田島章寛
  - 反乱グループの一人で元ストームトルーパー。
- テイ・コルマ
  - 演 : ベン・マイルズ、吹替 - 斧アツシ
  - モン・モスマの旧友の銀行家。
- キノ・ロイ
  - 演 : アンディ・サーキス、吹替 - 相沢まさき
  - ナーキーナ5の囚人でユニットの監督係
- メルシ
  - 演 : ダンカン・パウ（英語版）、吹替 - ふくまつ進紗
  - ナーキーナ5の囚人
- ソウ・ゲレラ
  - 演 : フォレスト・ウィテカー、吹替 - 立木文彦
  - セグラ・マイロの反乱グループのリーダー。
- ダヴォ・スカルダン
  - 演 : リチャード・ディレイン（英語版）、吹替 - 原康義
  - シャンドリラの実業家。

### その他
- B2EMO
  - 声 : デイブ・チャップマン、吹替 - 長谷川敦央
  - マーヴァのドロイド
- リーダ
  - 演 : ブロンテ・カーマイケル、吹替 - 神戸光歩
  - モン・モスマの娘。
- ウルフ・ユラーレン大佐
  - 演 : マルコム・シンクレア（英語版）、吹替 - 星野充昭
- ライナス・モスク
  - 演 : アレックス・ファーンズ（英語版）、吹替 - 駒谷昌男
  - モーラーナ1のプリオックス=モーラーナ企業区域の保安部隊分隊長
- ブレヴィン
  - 演 : ベン・ベイリー・スミス、吹替 - 福田賢二
  - 帝国保安局(ISB)の監査官。中尉。
- ビーハズ
  - 演 : スタンリー・タウンゼント（英語版）、吹替 - 玉野井直樹
  - ゴーン中尉の上官。アルダーニの基地の司令官。
- ロニ・ヤング
  - 演 : ロバート・エムズ（英語版）、吹替 - 藤高智大
  - 帝国保安局(ISB)の監査官。
- ラグレット
  - 演 : マイケル・ジェン、吹替 - 佐瀬弘幸
  - 帝国保安局(ISB)の監査官。
- ウラフ
  - 演 : クリストファー・フェアバンク（英語版）、吹替 - 吉富英治
  - ナーキーナ5の囚人
- ジェンボック
  - 演 : ブライアン・ボーヴェル、吹替 - かぬか光明
  - ナーキーナ5の囚人
- イーディ・カーン
  - 演 : キャサリン・ハンター（英語版）、吹替 - 伊沢磨紀
  - シリルの母。

## あらすじ
『ローグ・ワン』と『新たなる希望』の5年前、廃品回収業者のキャシアン・アンドーは、故郷ケナーリで離れ離れになった妹をモーラーナ1の企業区域で探していた最中、些細なことで保安隊員とトラブルとなり殺してしまい、お尋ね者となる。
入手していた銀河帝国の機器を居住するフェリックスで売ろうとして反乱同盟軍幹部のルーセンに誘われ、アルダーニで、ルーセン配下のヴェル率いる反乱チームが計画していた帝国軍基地の襲撃作戦に傭兵として加わる。
モーラーナ1の企業区域の保安部隊員シリル・カーンは、フェリックスまでキャシアンを追うも逃げられ失脚し、その後も彼に執着する。帝国保安局（ISB）のデドラ・ミーロは度重なる機器の盗難事件と強奪事件にかかわるキャシアンを追跡し、彼に繋がる反乱軍の情報を得ようとする。
アルダーニでの基地襲撃成功後、このようなことを繰り返さないために帝国は懲罰を強め、「犯罪」の範ちゅうを拡大する指令を下した。キャシアンは基地襲撃後偽名で逃げていたが、ちょっとしたことで帝国軍に別件で逮捕、収容されたが、ほかの収容者たちを巻き込んで反乱を起こし、脱獄する。
キャシアンは母が死んだと知ってフェリックスに帰り、ミーロに捕らえられ拷問されていた親友のビックスを救出する。住民と帝国軍が乱闘になる中、口封じをしようとしていたルーセンに再会し、反乱軍に加わる決意をする。銀河系の首都惑星であるコルサントでは、シャンドリラから選出された元老院議員でヴェルの従姉のモン・モスマが資金を反乱軍に渡して援助しようとする。

### エピソード
| 通算 話数 | タイトル                                    | 監督           | 脚本             | 公開日         |
| --- | ------------------------------------------- | -------------- | ---------------- | -------------- |
| 1 | "キャサ" "Kassa"                            | Toby Haynes    | トニー・ギルロイ | 2022年9月21日  |
| キャシアン・アンドーは故郷ケナーリで離れ離れになった妹を惑星モーラーナ1のプリオックス＝モーラーナ企業区域で探す。キャシアンは二人の保安隊員に誰何され、誤って一人を殺し、もう一人も口封じに殺す。惑星フェリックスに逃げ、親友ブラッソに頼んでアリバイを作る。キャシアンは親友で故買業者のビックスに、貴重なスターパス・ユニットを闇市場で売却するよう頼む。モーラーナ1の企業区域の保安部隊司令官は治安統計を良く見せるために事件の隠ぺいを命じるが、司令官代理のシリル・カーンは事件の解決を決意する。キャシアンの船がフェリックスに行ったことを調べ、彼がケナーリ出身であると知る。 フラッシュバックで、未開の惑星ケナーリに住みキャサと呼ばれていた少年のキャシアンは妹を残して、他の部族とともに墜落した船の廃品回収に向かう。 |                                             |                |                  |                |
| 2 | "俺かもしれない" "That Would Be Me"         | Toby Haynes    | トニー・ギルロイ | 2022年9月21日  |
| ビックスのボーイフレンドのティムは、キャシアンを指名手配したプリ＝モーの保安隊に通報する。シリル・カーンと分隊長のライナス・モスクはキャシアンを逮捕するためにフェリックスに向かう。ドロイドのB2EMOはキャシアンとその養母のマーヴァに指名手配のことを知らせ、キャシアンは逃亡を急ぐ。ビックスが連絡した故買業者のアクシスことルーセン・レイエルはフェリックスに向かう。 フラッシュバックで、船の残骸を目当てに来たキャスらは巨大な鉱山跡を見つける。攻撃してきた乗組員を殺す。他の部族は逃げるが、キャスは残る。 |                                             |                |                  |                |
| 3 | "報いの音" "Reckoning"                      | Toby Haynes    | トニー・ギルロイ | 2022年9月21日  |
| ルーセンがフェリックスに来て廃工場でキャシアンに会う。キャシアンはスターパス・ユニットを売ってフェリックスを出ようとするが、ルーセンはキャシアンを反乱軍に誘う。カーンとモスク率いる保安部隊もまたフェリックスに来てマーヴァを尋問し、B2EMOとの通信を傍受してキャシアンの位置を掴む。ティムの通報を知ったビックスはキャシアンのもとに行こうとして保安部隊に止められ、ビックスを救おうとしたティムは殺される。ブラッソは保安部隊のポッドを破壊する。キャシアンとルーセンはカーンを捕らえて拘束し、スピーダーで逃げる。二人はフェリックスから逃げ、保安部隊は撤退を要請する。 フラッシュバックで、マーヴァと夫のクレムが廃品回収のために船の残骸に入ってキャスを見つけ、銀河共和国の乗組員を殺した罪から救うためケナーリから連れ出す。 |                                             |                |                  |                |
| 4 | "アルダーニ" "Aldhani"                      | Susanna White  | ダン・ギルロイ   | 2022年9月28日  |
| ルーセンはキャシアンを惑星アルダーニに連れて行き、報酬と引き換えに反帝国活動に加わるよう求める。キャシアンは偽名のクレムを名乗る。反乱グループの指導者のヴェルは躊躇の後、ルーセンとのかかわりを隠しながらキャシアンをグループのメンバーに紹介する。グループは帝国の1宙域の四半期分の給与を盗み、アルダーニの稀な自然現象で祝祭でもある”アルダーニの目”を利用して逃亡するつもりである。ルーセンは惑星コルサントに行って骨董屋に姿を変え、密かに元老院議員のモン・モスマに会って帝国に対する反乱を話し合う。カーンは失態の責任を問われて解雇され、母親イーディの家に行き同居する。帝国保安局(ISB)のデドラ・ミーロはフェリックスでの事件を調査しようとするも同僚や上司のパータガス少佐に反対される。 |                                             |                |                  |                |
| 5 | "やった側は忘れる" "The Axe Forgets"        | Susanna White  | ダン・ギルロイ   | 2022年10月5日  |
| アルダーニでは、キャシアンがスキーンら反乱グループのメンバーの疑念にさらされる。タラミンはキャシアンら仲間達を帝国兵に見せかけるため訓練する。キャシアンは自分が報酬をもらってグループに参加していると明らかにする。カーンはキャリアを見直せと言う母イーディの圧力に耐える。モンは夫と娘の扱いに苦労する。ISBのブレヴィンはフェリックスで本部を置くためにホテルを確保する。ライバルのミーロは反乱グループが帝国の機器を少しずつ盗み出していると結論する。ルーセンはヴェルからの連絡を待つ。 |                                             |                |                  |                |
| 6 | "目" "The Eye"                              | Susanna White  | ダン・ギルロイ   | 2022年10月12日 |
| ”アルダーニの目”の日、ゴーン中尉の助けで反乱グループは帝国兵を装い要塞に侵入する。ビーハズ司令官の家族を人質に取って金庫を開けさせ給与のクレジットを盗む。だがクレジットを貨物船に積み込もうとする時に帝国軍に発見されてタラミンとゴーンは殺され、シンタは取り残され、キャシアン、ヴェル、スキーン、そしてネミックだけがアルダーニから逃げる。ネミックはクレジットの荷崩れで重傷を負う。貨物船は”目”を利用して逃げ、惑星フレズノに着陸してヴェルはネミックを医者に見せる。スキーンは全クレジットを持ち逃げしようとキャシアンに持ちかける。キャシアンはスキーンを殺した上で事情をヴェルに説明し、約束の報酬だけをもらいたいとヴェルに話す。死んだネミックの遺言に従い、ヴェルはネミックの宣言書をキャシアンに渡す。コルサントでは、ISBの局員たちがアルダーニでの強奪に対し報復を計画する。ルーセンは強奪の成功を知って喜ぶ。 |                                             |                |                  |                |
| 7 | "声明" "Announcement"                       | Benjamin Caron | Stephen Schiff   | 2022年10月19日 |
| コルサントでは、叔父の世話でカーンが標準局に勤め始める。ウルフ・ユラーレン提督は、ISBが反乱軍への報復に充分な資源と権限を与えられたと訓示する。ミーロは規則に反して過去の帝国の備品の盗難事件のデータを求める。ISBの会議でブレヴィンはミーロを非難するも、局長のパータガス少佐はミーロの貢献を認め、フェリックスを含むモーラーナ宙域をミーロに任せることにする。モンは強奪事件が起こした危機についてルーセンを非難する。モンは旧友の銀行家テイ・コルマに会い、家族の口座から資金を移動させる助けを求める。ルーセンのアシスタントのクレヤは密かにヴェルに会い、強奪事件とルーセンを結び付けるキャシアンを殺せと指示する。キャシアンはフェリックスに帰ってビックスに借金を返済する。自分を密告したティムが殺され、帝国軍がプリ＝モーの保安部隊を追い出したことを知る。ストームトルーパーを見かけ、抗議活動中の養父のクレムが殺されたことを思い出す。キャシアンの希望に反し、養母マーヴァはフェリックスを離れることを拒否する。キャシアンは惑星ニアモスの熱帯のリゾートに行き、観光客として偽名のキーフ・ガーゴを名乗る。だが浜辺でキャシアンは不当に逮捕され、6年の懲役を課せられる。 |                                             |                |                  |                |
| 8 | "ナーキーナ・ファイブ" "Narkina 5"          | Toby Haynes    | ボー・ウィリモン | 2022年10月26日 |
| キャシアンはナーキーナ5の水に囲まれた刑務所の工場施設に連行されて強制労働につかされる。ヴェルとシンタはキャシアンを探してフェリックスに来てマーヴァを見張る。マーヴァが病気になり、ビックスはルーセンに連絡をとる。ルーセンは露見を避けようとするクレヤの主張で返信を避ける。ルーセンはセグラ・マイロに行ってソウ・ゲレラに会い、アント・クリーガーの率いる帝国発電所の襲撃に航空支援をするよう求めるが断られる。ミーロはフェリックスでの事件のことでカーンを尋問するが、捜査に加わりたいという希望を退ける。フェリックスに行き、ビックスを逮捕させる。 |                                             |                |                  |                |
| 9 | "誰も聞いちゃいない!" "Nobody's Listening!" | Toby Haynes    | ボー・ウィリモン | 2022年11月2日  |
| フェリックスでは、ミーロとドクター・ゴーストはビックスを拷問して情報を引き出し、キャシアンがアルダーニ襲撃に加わっていた疑いを持つが、アクシスを名乗るルーセンの正体は不明のままとなる。クリーガーのグループの飛行士が捕らえられ、スペルハウスの帝国発電所の襲撃計画が明らかになる。カーンは昇進させられ、ミーロに会って感謝するがキャシアン捜索への協力は拒否される。モンは従妹のヴェルに再会する。資金を反乱軍に渡すため、ダヴォ・スカルドンに助けを求めるようテイに説得される。ナーキーナ5では、ドクターが脳卒中で倒れた囚人のウラフを安楽死させる。刑期が終わって釈放となったはずの囚人は別の階で再び服役させられるだけであり、その秘密を守るために100人もの囚人を殺したと、キャシアンと監督係のキノ・ロイに教える。 |                                             |                |                  |                |
| 10 | "道はひとつ" "One Way Out"                  | Toby Haynes    | ボー・ウィリモン | 2022年11月9日  |
| 人員不足の看守の増員が近いと知ったキャシアンの説得により、キノも反乱を決意する。キャシアンら囚人たちは反乱を起こし施設を出て水に飛び込む。だが泳げないキノはためらう。キャシアンは泳いで陸に着く。モンは資金移動の助けを求めてダヴォに会う。ダヴォは見返りに自分の息子とモンの娘を会わせて結婚に導くよう求め、モンは拒否感を示す。ミーロはクリーガー一味を捕らえるために発電所に罠を仕掛ける。ISBの監督官で反乱軍のスパイであるロニ・ヤングは密かにルーセンに会い、ミーロの活動や罠のことを話す。ロニはスパイを辞めたがるが、ルーセンは多くの犠牲を払ってロニを出世させたと拒否する。 |                                             |                |                  |                |
| 11 | "フェリックスの娘" "Daughter of Ferrix"     | Benjamin Caron | トニー・ギルロイ | 2022年11月16日 |
| マーヴァは亡くなり、ミーロは葬儀を見張らせる。カーンもかつての部下のライナス・モスクからマーヴァの死を知らされる。シンタからマーヴァの死を聞いたヴェルはクレヤに伝える。ヴェルはモンが娘をダヴォの息子と結婚させようとしていることを知る。ルーセンはソウ・ゲレラに会い、クリーガーの発電所襲撃が待ち伏せされていることを伝える。帰路、帝国のパトロール船から逃げる。キャシアンはメルシとともにナーキーナ5を脱出し、隠していたクレジットを回収する。母の死を知る。メルシは帝国刑務所の不正行為を発表する決意を語る。 |                                             |                |                  |                |
| 12 | "リックス通り" "Rix Road"                   | Benjamin Caron | トニー・ギルロイ | 2022年11月23日 |
| ISBはクリーガーの襲撃を待ち伏せするも生存者は捕らえられず、アクシスの情報は得られないままとなる。キャシアンは密かにフェリックスに来る。ミーロはマーヴァの葬儀でキャシアンを待ち受け、生け捕りにして情報を絞り上げようとする。ルーセンもフェリックスに来て、ヴェルとシンタと協力しキャシアンが情報を漏らす前に殺そうとする。マーヴァの属した「フェリックスの娘たち」が葬列に大勢の人を集める。B2EMOがマーヴァの遺した映像を流して帝国と戦うよう人々を扇動し、暴動が始まる。キャシアンはビックスを救出し、フェリックスの外に出ようとするブラッソらに委ねる。フェリックスに来ていたカーンとモスクが暴動からミーロを救う。キャシアンはルーセンの船に忍び込んで彼を待ち受け、自分を殺すか仲間にするか選択を迫る。モンの娘リーダはダヴォの息子に紹介される。ナーキーナ5で囚人たちが製造した部品を用いてドロイドたちがデス・スターの兵器を組み上げる。 |                                             |                |                  |                |